# Víctor Manuel Piñal
Víctor Manuel Piñal Vázquez (* 23. Dezember 1918 in Mexiko-Stadt) ist ein ehemaliger mexikanischer Fußballspieler, der als rechter Mittelläufer agierte. 

## Leben
Piñal begann seine fußballerische Laufbahn im Nachwuchsbereich des Club América, war aber ein Fan von Felipe Rosas und dessen Verein CF Atlante.
Seine Laufbahn als Erwachsenenspieler begann er jedoch beim Club Marte, für den er erstmals 1939 zum Einsatz kam.
Piñal spielte 1939 in der noch offiziell als Amateurliga betriebenen Primera Fuerza für den Hauptstadtverein Club Marte, mit dem er in der Saison 1942/43 die letztmals offiziell auf Amateurstatus ausgetragene mexikanische Fußballmeisterschaft gewann.
Piñal blieb noch bis zur Saison 1945/46 beim Club Marte und wechselte zur Saison 1946/47 zum CF Asturias, bei dem er nach nur einen Spielzeit im Alter von 28 Jahren seine fußballerische Laufbahn beendete.

## Erfolge
CD Marte 
- Mexikanischer Meister: 1942/43